# Sascha Lobo
Sascha Lobo (West-Berlijn, 11 mei 1975) is een Duitse blogger, schrijver, journalist en copywriter. Lobo schrijft voornamelijk over het internet, gemengde realiteit en digitale technologieën, en de impact ervan op de sociale ontwikkeling.

## Biografie
Sascha Lobo is de zoon van een Duitse moeder, archeologe en kunsthistorica, en een Argentijnse vader. Hij groeide op in Berlin-Wilmersdorf en studeerde daar af aan het Friedrich Ebert-Gymnasium in 1994. In 1995 studeerde hij journalistiek aan de Vrije Universiteit Berlijn, en daarna biotechnologie aan de Technische Universiteit Berlijn. In 1998 startte hij een opleiding Sociale en zakelijke communicatie aan de Universiteit voor de Kunsten, waar hij in 2013 afstudeerde.
Na 2000 werkte Sascha Lobo onder meer in de reclamesector, startte hij enkele initiatieven in de communicatiesector, en werkte aan enkele documentaires en tv-programma's. Hij is auteur van meerdere boeken, met name over de Nieuwe economie, en schreef als journalist voor Der Spiegel.
Lobo is ook politiek actief. Van 2007 tot 2009 was hij digitaal adviseur van de SPD. Later was hij betrokken bij de Duitse Piratenpartij. Hij was ook een van de initiatiefnemers van het Charter van de digitale grondrechten in de Europese Unie (“Charter of Fundamental Digital Rights of the European Union”).

## Standpunten
Lobo is met zijn hanenkamkapsel (in het Duits een “Irokezenkapsel”) een veelgevraagde gast in Duitse tv-shows en -series, waar hij geldt als expert inzake Web 2.0. Reeds in 2010 werd hij een “excentrieke media-expert en een van Duitslands meest prominente bloggers” genoemd.
Lobo schuwt de controverse niet: enkele van zijn uitspraken en standpunten: 
- bij het opstarten van in 2010 was hij van oordeel dat de buitengevel van woningen tot het “publiek domein” behoorden, en eigenaars zich niet konden verzetten tegen het fotograferen ervan;[5]
- in 2010 vond Lobo, bij een bezoek aan de redactie van Der Spiegel, dat elk artikel op tablet continu moest geactualiseerd worden, net zoals de website, een standpunt dat de redactie niet bijtrad;
- in januari 2014 liet hij zijn neutrale houding ten opzichte van het internet varen, en concludeerde hij, na de onthullingen van Edward Snowden rond de NSA: „Das Internet ist kaputt!“ (het internet is om zeep);[6]
- in maart 2020, naar aanleiding van de coronacrisis, verbaasde hij zich over het gemak waarmee drastische beperkingen van onze grondrechten, voorgesteld door virologen maar bekrachtigd door de regering, quasi kritiekloos worden aanvaard;[7][8]